# Zelinkaderes
Genre
Zelinkaderes  est un genre  de Kinorhynches.
Ce sont de petits invertébrés faisant partie du meiobenthos.

## Liste des espèces
- Zelinkaderes floridensis Higgins, 1990
- Zelinkaderes brightae Sørensen, Heiner, Ziemer & Neuhaus, 2007
- Zelinkaderes klepali Bauer-Nebelsick, 1995
- Zelinkaderes submersus (Gerlach 1969)

## Référence
- Higgins, 1990 : Zelinkaderidae, a new family of cyclorhagid Kinorhyncha. Smithsonian Contributions to Zoology, vol. 500, p. 1-26 (Texte original).